# بابک فردوسی
بابک فردوسی مهندس سیستم ایرانی-آمریکایی است که در آزمایشگاه پیشرانه جت ناسا فعالیت می‌کند. او در مأموریت مریخ‌نورد کنجکاوی (کیوریاسیدی (تلفظ آمریکایی)-کیوریاسیتی (تلفظ بریتانیایی) مدیریت پرواز را بر عهده داشت و از اعضای پروژهٔ کاوشگر کاسینی-هویگنس بوده است.
هنگام مأموریت مریخ‌نورد کنجکاوی در اوت ۲۰۱۲، مدل عجیب موهای وی که به سبک موهاک بود توجه رسانه‌ها را به خود جلب کرد و سبب معروفیت وی شد. وی و مدل مویش به‌طور غیرمنتظره‌ای تبدیل به میم اینترنتی و نمادی از این مأموریت در رسانه‌ها و شبکه‌های اجتماعی شد. اوباما نیز طی پیام تبریک تلفنی‌اش به تیم مریخ‌نورد کنجکاوی، اشاره‌ای به بابک فردوسی (تحت عنوان «Mohawk Guy» که بعداً به این لقب معروف شد) و شوخی‌ای دربارهٔ وی و مدل مویش کرد.
فردوسی توضیح داد او در هر مأموریت مدل مویش را به یک سبک درست می‌کند و این‌بار طبق رأی اکثریت اعضای تیم، مدل موهاک را انتخاب کرد.
او در مصاحبه‌ای گفت «اگر مدل موهای موهاک من باعث ایجاد هیجان در تعداد اندکی بیشتر از افراد دربارهٔ علم و این مأموریت بشود، این فوق‌العاده است».
بابک فردوسی نقش کوتاهی در سریال مساله سه جسم ایفا کرد.

## زندگی و فعالیت حرفه‌ای

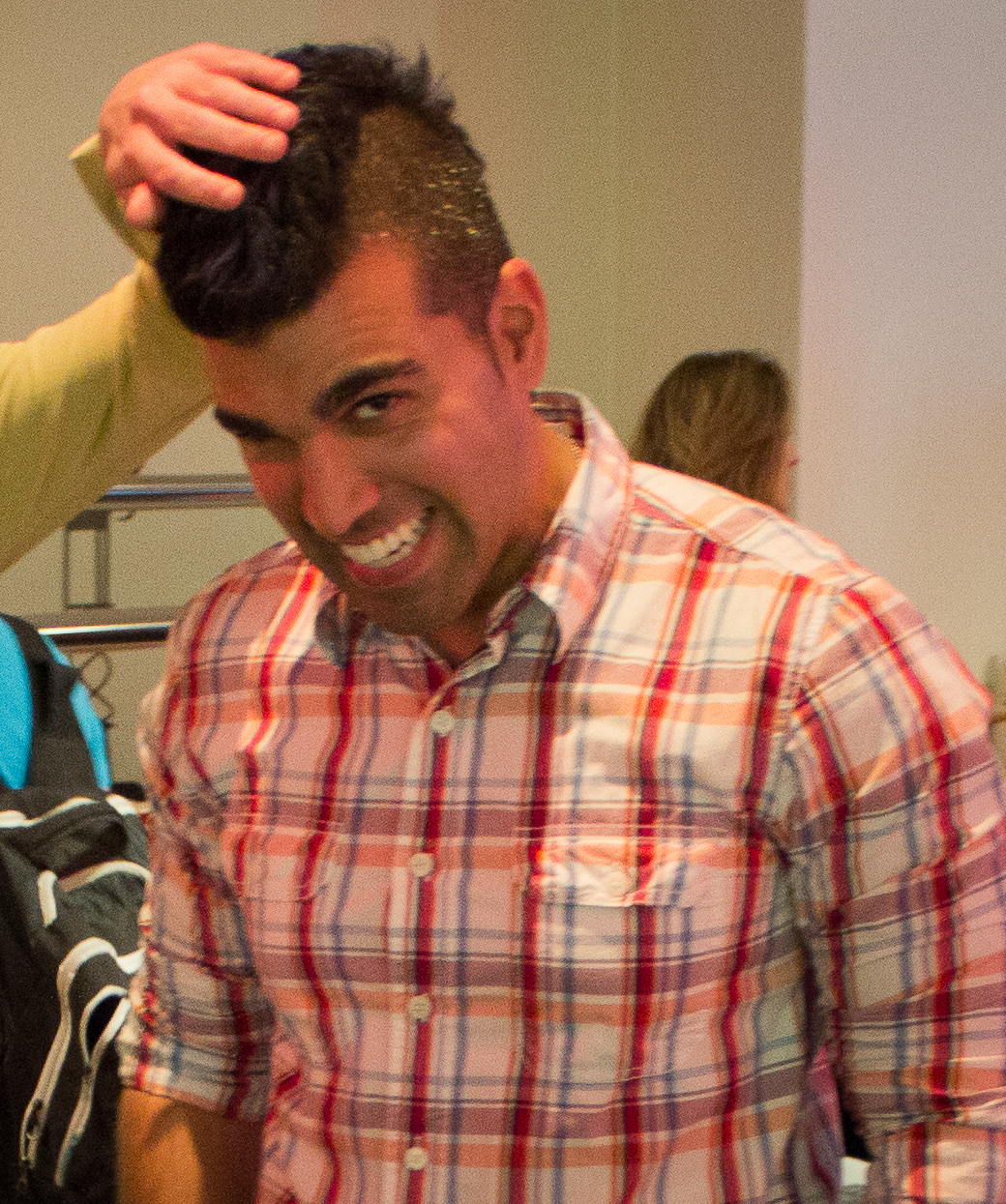
بابک فردوسی

بابک فردوسی در ۷ نوامبر ۱۹۷۹ در شهر فیلادلفیا در ایالت پنسیلوانیا به دنیا آمد. پدر وی اهل ایران و مادرش بزرگ‌شدهٔ آمریکا است. خانوادهٔ فردوسی پس از به دنیا آمدن وی به منطقهٔ خلیج سن فرانسیسکو مهاجرت کردند. خانوادهٔ او بار دیگر در سال ۱۹۹۱ به توکیو نقل مکان کردند. درآن‌جا بابک در یک مدرسهٔ انگلیسی‌زبان تحصیل خود را در مقطع دبیرستان به پایان برد.
وی پس از قبولی در مقطع دبیرستان -در سال ۱۹۹۷- در دانشگاه واشینگتن نام‌نویسی کرد. او که از کودکی رؤیای رسیدن به بالاترین درجات رشتهٔ هوافضا را در سر داشت، موفق شد تا از دانشگاه واشینگتن در همین رشته فارغ‌التحصیل شود. وی در همان سال‌ها زیر نظر برندهٔ نوبل فیزیک، هانس جرج دهملت، به‌عنوان یکی از اعضای تیم تحقیقاتی فعالیت می‌کرد.
بابک فردوسی در سال ۲۰۰۱ در مؤسسه فناوری ماساچوست در رشتهٔ هوافضا ثبت نام کرد و در آن‌جا به گروه Lean Aerospace Initiative پیوست. وی تا سال ۲۰۰۳ در این گروه باقی‌ماند.
بابک فردوسی پس از جدا شدن از گروه LAI، در سمت مهندس در آزمایشگاه پیشرانه جت در سازمان ناسا مشغول به فعالیت شد و در پروژهٔ مریخ‌نورد کنجکاوی شرکت داشت. او همچنین در پروژه کاوشگر کاسینی-هویگنس به‌عنوان یکی از اعضای آن پروژه فعالیت می‌کرد.